# Elsa Andersons Konditori
Elsa Andersons Konditori är ett  svenskt kulturhistoriskt konditori i Norberg, Västmanland. Konditoriet grundades 1916, och ligger invid torget i Norberg. Den ursprungliga byggnaden användes tidigare som gästgivargård, men var ombyggd till konditori. Den ursprungliga byggnaden totalförstördes i en brand natten till den 21 augusti 2015. I december 2016 påbörjades återuppbyggnaden och konditoriet stod klart till 101-årsdagen den 7 maj 2017. 
Konditoriet har belönats med diplom från Gastronomiska akademin.

## Gästgiveriet
Själva byggnaden användes på 1700-talet som kaptensboställe i Salbohed i Västerfärnebo socken. Den äldsta delen av huset uppfördes redan i slutet av 1600-talet. Huset monterades ned  i mitten av 1800-talet och flyttades till Norberg, där det återuppfördes i identiskt skick av handlaren och gästgivaren H. J. Byhlin. En efterföljande ägare – F. O. Lethenström – utvidgade verksamheten till gästgiveri och skjutsstation. På 1880-talet gjordes en större tillbyggnad, som senare inrymde konditoriets bageri. Övervåningen bestod av ett stort rum för fester och andra större arrangemang i slutet av 1800-talet.

## Konditoriet
Elsa Anderson öppnade 1916 ett konditori vid torget i Norberg, vilket flyttades 1919 till den av Elsa Anderson och hennes man Emil Bergvall inköpta gästgiveribyggnaden. Elsa Anderson drev konditoriet fram till sin död 1937, varefter det övertogs av sonen Gunnar Bergvall och hans fru Eva. 
Dessa drev rörelsen till början på 1980-talet och de bevarade verksamheten och miljön intakta. Konditoriet hade fem serveringsrum, samtliga utsmyckade med takmålningar. Ett för konditoriet utmärkande bakverk var tangotårta, ursprungligen lanserad på 1920-talet, tangons genombrottstid i Sverige. Sonen Robert Bergvall drev konditoriet till 2008.
Konditoriet drabbades av en eldsvåda och brann ned till grunden den 21 augusti 2015. Under våren 2017 byggdes ett nytt hus upp på samma plats, med ambition att vara så likt det gamla som möjligt. Det återuppbyggda konditoriet invigdes den 7 maj 2017.